# Funktionsgenerator

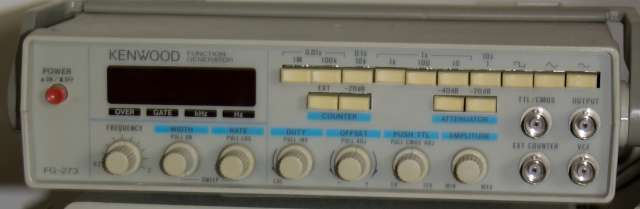
Kontrollpanel på funktionsgenerator, ca 1990.

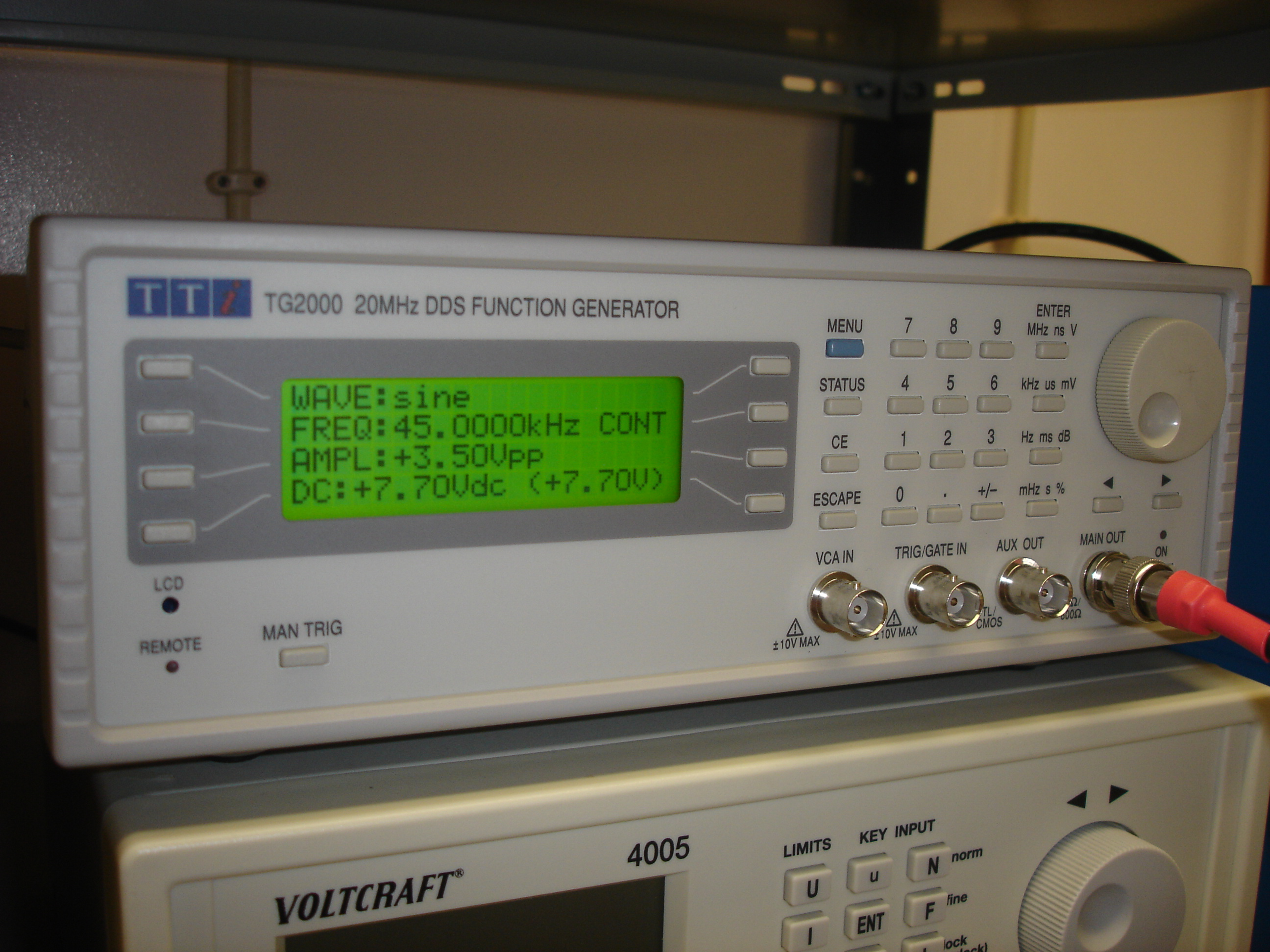
En DDS-funktionsgenerator

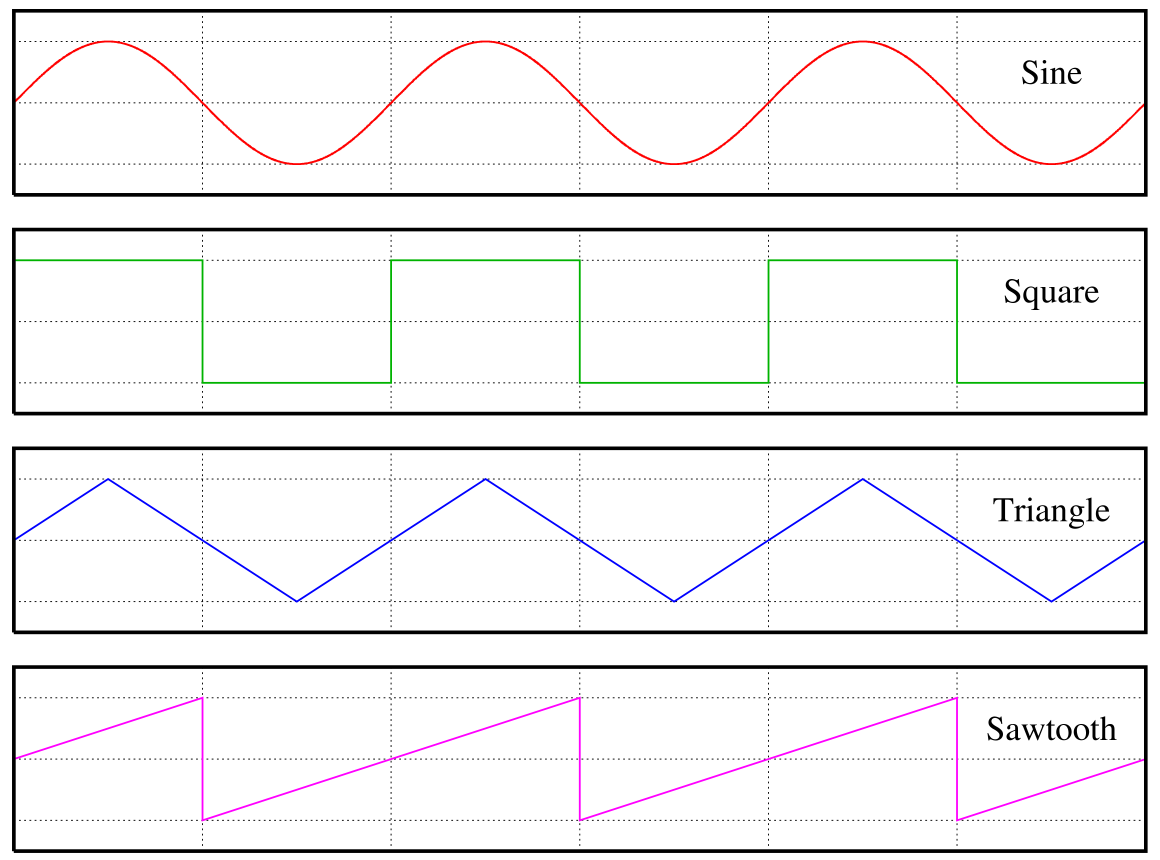
Sinus, Fyrkant, Triangel och Sågtand

En funktionsgenerator är vanligtvis en typ av elektroniskt mätinstrument eller mjukvara som används för att generera olika typer av elektriska vågformer över ett brett område av frekvenser. Några av de vanligaste vågformerna som produceras av en funktionsgenerator är sinusvåg, fyrkantsvåg, triangulär våg och sågtandsformer. Dessa vågformer kan antingen vara repetitiva eller engångs (vilket kräver en inre eller yttre triggerkälla). En annan funktion som ingår i många funktionsgeneratorer är möjligheten att lägga till en DC-offset. Integrerade kretsar som används för att generera vågformer kan också betraktas som funktionsgenerator-IC.
Även om funktionsgeneratorer täcker både ljud- och radiofrekvenser, är de vanligtvis inte lämpliga för tillämpningar som kräver låg distorsion eller stabila frekvenssignaler. När dessa egenskaper krävs, torde andra signalgeneratorer vara mer lämpliga.
Vissa funktionsgeneratorer kan vara faslåsta till en extern signalkälla (som kan vara en frekvensreferens) eller en annan funktionsgenerator.
Funktionsgeneratorer används vid utveckling, test och reparation av elektronisk utrustning. Till exempel kan de användas som en signalkälla för att testa förstärkare eller för att införa en felsignal i en styrslinga. Funktionsgeneratorer används främst för att arbeta med analoga kretsar, medan relaterade pulsgeneratorer främst används för att arbeta med digitala kretsar.

## Elektroniska instrument

### Funktionsprinciper
Enkla funktionsgeneratorer genererar vanligtvis triangulära vågformer vars frekvens kan styras smidigt såväl som i steg. Denna triangulära våg används som grund för alla dess andra utsignaler. Den triangulära vågen genereras genom att upprepade gånger ladda och ladda ur en kondensator från en konstant strömkälla. Detta ger en linjärt stigande och fallande spänningsramp. När utspänningen når övre eller nedre gränser, vänds laddningen eller urladdningen med hjälp av en komparator, som producerar den linjära triangelvågen. Genom att variera strömmen och storleken på kondensatorn kan olika frekvenser erhållas. Sågtandsvågor kan produceras genom att ladda kondensatorn långsamt med låg ström, men med hjälp av en diod över strömkällan för att ladda ur snabbt - ändrar diodens polaritet polariteten på den resulterande sågtanden, det vill säga långsamt stigande och snabbt fall, eller snabbt stigande och långsamt fall. 
En fyrkantsvåg på 50 procent erhålls enkelt genom att notera om att kondensatorn laddas eller laddas ur, vilket återspeglas i strömomkopplingskomparatorns utgång. Andra arbetscykler (teoretiskt från 0  till 100 procent) kan erhållas genom att använda en komparator och sågtands- eller triangelsignalen. De flesta funktionsgeneratorer innehåller också en icke-linjär diodformningskrets som kan omvandla triangelvågen till en någorlunda exakt sinusvåg genom att avrunda triangelvågens hörn i en process som liknar klippning i ljudsystem.
En gående ringräknare, även kallad Johnson-räknare, och en (linjär) resistor-only forming-krets är ett alternativt sätt att producera en approximation av en sinusvåg. Detta är kanske den enklaste numeriskt styrda oscillatorn. Två sådana gående ringräknare är kanske det enklaste sättet att generera den kontinuerliga fasfrekvensförskjutningsnyckeln som används i dubbeltons flerfrekvenssignalering och tidiga modemtoner.
En typisk funktionsgenerator kan ge frekvenser upp till 20 MHz. RF-generatorer för högre frekvenser är inte funktionsgeneratorer i strikt mening eftersom de vanligtvis endast producerar rena eller modulerade sinussignaler.
Funktionsgeneratorer, som de flesta signalgeneratorer, kan också innehålla en dämpare, olika sätt att modulera utsignalens vågform och ofta förmågan att automatiskt och repetitivt "svepa" frekvensen av utsignalvågformen (med hjälp av en spänningsstyrd oscillator ) mellan två operatörsbestämda gränser. Denna förmåga gör det mycket enkelt att utvärdera frekvenssvaret för en given elektronisk krets.
Mer avancerade funktionsgeneratorer kallas arbiträra vågformsgeneratorer (AWG). De använder tekniker för direkt digital syntes (DDS) för att generera vilken vågform som helst som kan beskrivas med en tabell med amplituder och tidssteg.

### Specifikationer
Typiska specifikationer för en allmän funktionsgenerator är:
- Producerar sinus, kvadratisk, triangulär, sågtandad (ramp) och pulsutgång. Godtyckliga vågformsgeneratorer kan producera vågor av vilken form som helst.[2]
- Det kan generera ett brett spektrum av frekvenser. Till exempel täcker Tektronix FG 502 (ca 1974) 0,1 Hz till 11 MHz.[5]
- Frekvensstabilitet på 0,1 procent per timme för analoga generatorer[5] eller 500 ppm för en digital generator.
- Maximal sinusvågsförvrängning på cirka 1 procent (noggrannhet för diodformningsnätverket) för analoga generatorer.[6] Godtyckliga vågformsgeneratorer kan ha distorsion mindre än -55 dB under 50 kHz och mindre än -40 dB över 50 kHz.
- Vissa funktionsgeneratorer kan vara faslåsta till en extern signalkälla, som kan vara en frekvensreferens eller en annan funktionsgenerator.
- Amplitudmodulering (AM), frekvensmodulering (FM) eller fasmodulering (PM) kan stödjas.
- Utgångsamplitud upp till 10 V topp-till-topp.
- Amplituden kan modifieras, vanligtvis med en kalibrerad dämpare med dekadsteg och kontinuerlig justering inom varje dekad.
- Vissa generatorer ger en DC-offsetspänning, till exempel justerbar mellan -5V och +5V.[2]
- En utgångsimpedans på 50 Ω.

### Programvara
Ett helt annat tillvägagångssätt för funktionsgenerering är att använda programvaruinstruktioner för att generera en vågform, med möjlighet till utdata. Till exempel kan en digital dator för allmänna ändamål användas för att generera vågformen. Om frekvensområdet och amplituden är acceptabla, kan ljudkortet som är monterat på de flesta datorer användas för att mata ut den genererade vågen. 

## Kretselement

### Vågformsgenerator
Ett elektroniskt kretselement som används för att generera vågformer inom andra apparater som kan användas i kommunikations- och instrumenteringskretsar och även i ett funktionsgeneratorinstrument. Exempel är Exar XR2206 och Intersil ICL8038 integrerade kretsar, som kan generera sinus-, kvadrat-, triangel-, ramp- och pulsvågformer med en spänningskontrollerbar frekvens. 

### Funktionsgenerator
Ett elektroniskt kretselement som ger en utsignal som är proportionell mot någon matematisk funktion (såsom kvadratroten) av dess ingång; sådana enheter används i återkopplingsstyrsystem och i analoga datorer. Exempel är Raytheon QK329 square-law tube och Intersil ICL8048 Log/Antilog Amplifier.